# Cabiria Andreian Cazacu
Cabiria Andreian Cazacu (Iași, 19 de fevereiro de 1928 – Bucareste, 22 de maio de 2018) foi uma matemática romena, membro honorário da Academia Romena (março de 2006). Foi a primeira professora da Universidade de Bucareste.

## Biografia
Em 1949 graduou-se em matemática. Obteve um doutorado em 1955 na Universidade de Bucareste, orientada por Simion Stoilow, com a tese Suprafețe Riemann normal exhaustibile.
Morreu em 22 de maio de 2018 em Bucareste.

## Publicações
Cursos e monografias:
| 1. | Sisteme de ecuații liniare, Ed. Univ. București, 1951, p. 211. |
| 2. | Teoria funcțiilor de o variabilă complexă. II (colab. cu S. Stoilow). Ed. Acad. RPR, București 1958, p. 378. (în l. rusă, Izd. I. L. Moskva, 1962).                  |
| 3. | Reprezentări cvasiconforme, in Probleme moderne de teoria funcțiilor. Ed. Acad. RPR, București 1965, pp. 204–309.                                                    |
| 4. | Suprafețe Riemanniene, in Topologie, Categorii și Suprafețe Riemanniene. Ed. Acad RSR, București 1966, pp. 241–393.                                                  |
| 5. | Teoria funcțiilor de mai multe variabile complexe. Ed. Didact. Pedag., București 1971, p. 388.                                                                       |
| 6. | Theorie der Funktionen mehrerer komplexer Veränderlicher. Hochschulbücher für Mathematik. Verlag der Wissenschaften, Berlin 1975 and Birkhäuser, Basel 1976, p. 346. |
| 7. | Contribuții în teoria funcțiilor complexe și în topologie, in Simion Stoilow. Ed. Științifică și Enciclopedică, București 1983, pp. 55–146.                          |

#### Atividade editorial
| 1.  | S. Stoilow–Oeuvre mathématique, Ed. Acad. R.P.R., București, 1964 [com N. Boboc, C. Constantinescu e M. Jurchescu].                                                               | S. Stoilow–Oeuvre mathématique, Ed. Acad. R.P.R., București, 1964 [com N. Boboc, C. Constantinescu e M. Jurchescu].                                                               | S. Stoilow–Oeuvre mathématique, Ed. Acad. R.P.R., București, 1964 [com N. Boboc, C. Constantinescu e M. Jurchescu].                                                               | S. Stoilow–Oeuvre mathématique, Ed. Acad. R.P.R., București, 1964 [com N. Boboc, C. Constantinescu e M. Jurchescu].                                                               | S. Stoilow–Oeuvre mathématique, Ed. Acad. R.P.R., București, 1964 [com N. Boboc, C. Constantinescu e M. Jurchescu].                                                               |
| 2.  | Proceedings of the Romanian–Finnish Seminar on Teichmüller spaces and quasiconformal mappings, Brașov 1969. Publishing House of the Academic RSR, Bucharest 1971.                 | Proceedings of the Romanian–Finnish Seminar on Teichmüller spaces and quasiconformal mappings, Brașov 1969. Publishing House of the Academic RSR, Bucharest 1971.                 | Proceedings of the Romanian–Finnish Seminar on Teichmüller spaces and quasiconformal mappings, Brașov 1969. Publishing House of the Academic RSR, Bucharest 1971.                 | Proceedings of the Romanian–Finnish Seminar on Teichmüller spaces and quasiconformal mappings, Brașov 1969. Publishing House of the Academic RSR, Bucharest 1971.                 | Proceedings of the Romanian–Finnish Seminar on Teichmüller spaces and quasiconformal mappings, Brașov 1969. Publishing House of the Academic RSR, Bucharest 1971.                 |
| 3.  | S. Stoilow–Matematică și viață, Ed. Acad. RSR, București 1972 [com N. Boboc, C. Constantinescu, A. Halanay e M. Jurchescu].                                                       | S. Stoilow–Matematică și viață, Ed. Acad. RSR, București 1972 [com N. Boboc, C. Constantinescu, A. Halanay e M. Jurchescu].                                                       | S. Stoilow–Matematică și viață, Ed. Acad. RSR, București 1972 [com N. Boboc, C. Constantinescu, A. Halanay e M. Jurchescu].                                                       | S. Stoilow–Matematică și viață, Ed. Acad. RSR, București 1972 [com N. Boboc, C. Constantinescu, A. Halanay e M. Jurchescu].                                                       | S. Stoilow–Matematică și viață, Ed. Acad. RSR, București 1972 [com N. Boboc, C. Constantinescu, A. Halanay e M. Jurchescu].                                                       |
| 4.  | Romanian–Finnish Seminar on Complex Analysis, Bucharest 1976 [Lecture Notes in Mathematics, 743, Springer-Verlag, 1979 (com A. Cornea, M. Jurchescu e I. Suciu)].                 | Romanian–Finnish Seminar on Complex Analysis, Bucharest 1976 [Lecture Notes in Mathematics, 743, Springer-Verlag, 1979 (com A. Cornea, M. Jurchescu e I. Suciu)].                 | Romanian–Finnish Seminar on Complex Analysis, Bucharest 1976 [Lecture Notes in Mathematics, 743, Springer-Verlag, 1979 (com A. Cornea, M. Jurchescu e I. Suciu)].                 | Romanian–Finnish Seminar on Complex Analysis, Bucharest 1976 [Lecture Notes in Mathematics, 743, Springer-Verlag, 1979 (com A. Cornea, M. Jurchescu e I. Suciu)].                 | Romanian–Finnish Seminar on Complex Analysis, Bucharest 1976 [Lecture Notes in Mathematics, 743, Springer-Verlag, 1979 (com A. Cornea, M. Jurchescu e I. Suciu)].                 |
| 5.  | A. Dinghas, Wertverteilung meromorpher Funktionen in ein-und mehrfach zusammenhängender Gebieten [Lecture Notes in Mathematics, 783, Springer-Verlag, 1980 (com R. Nevanlinna)].  | A. Dinghas, Wertverteilung meromorpher Funktionen in ein-und mehrfach zusammenhängender Gebieten [Lecture Notes in Mathematics, 783, Springer-Verlag, 1980 (com R. Nevanlinna)].  | A. Dinghas, Wertverteilung meromorpher Funktionen in ein-und mehrfach zusammenhängender Gebieten [Lecture Notes in Mathematics, 783, Springer-Verlag, 1980 (com R. Nevanlinna)].  | A. Dinghas, Wertverteilung meromorpher Funktionen in ein-und mehrfach zusammenhängender Gebieten [Lecture Notes in Mathematics, 783, Springer-Verlag, 1980 (com R. Nevanlinna)].  | A. Dinghas, Wertverteilung meromorpher Funktionen in ein-und mehrfach zusammenhängender Gebieten [Lecture Notes in Mathematics, 783, Springer-Verlag, 1980 (com R. Nevanlinna)].  |
| 6.  | Complex Analysis, Fifth Romanian–Finnish Seminar I, II, Bucharest 1981 [Lecture Notes in Mathematics, 1013, 1014, Springer-Verlag, 1983 (com N. Boboc, M. Jurchescu e I. Suciu)]. | Complex Analysis, Fifth Romanian–Finnish Seminar I, II, Bucharest 1981 [Lecture Notes in Mathematics, 1013, 1014, Springer-Verlag, 1983 (com N. Boboc, M. Jurchescu e I. Suciu)]. | Complex Analysis, Fifth Romanian–Finnish Seminar I, II, Bucharest 1981 [Lecture Notes in Mathematics, 1013, 1014, Springer-Verlag, 1983 (com N. Boboc, M. Jurchescu e I. Suciu)]. | Complex Analysis, Fifth Romanian–Finnish Seminar I, II, Bucharest 1981 [Lecture Notes in Mathematics, 1013, 1014, Springer-Verlag, 1983 (com N. Boboc, M. Jurchescu e I. Suciu)]. | Complex Analysis, Fifth Romanian–Finnish Seminar I, II, Bucharest 1981 [Lecture Notes in Mathematics, 1013, 1014, Springer-Verlag, 1983 (com N. Boboc, M. Jurchescu e I. Suciu)]. |
| 7.  | S. Stoilow. Ed. Științifică și Enciclopedică, București, 1983 [com S.Marcus]. | S. Stoilow. Ed. Științifică și Enciclopedică, București, 1983 [com S.Marcus]. | S. Stoilow. Ed. Științifică și Enciclopedică, București, 1983 [com S.Marcus]. | S. Stoilow. Ed. Științifică și Enciclopedică, București, 1983 [com S.Marcus]. | S. Stoilow. Ed. Științifică și Enciclopedică, București, 1983 [com S.Marcus]. |
| 8.  | A. Complexă, Aspecte clasice și moderne. Ed. Științifică și Enciclopedică, București 1988.                                                                                        | A. Complexă, Aspecte clasice și moderne. Ed. Științifică și Enciclopedică, București 1988.                                                                                        | A. Complexă, Aspecte clasice și moderne. Ed. Științifică și Enciclopedică, București 1988.                                                                                        | A. Complexă, Aspecte clasice și moderne. Ed. Științifică și Enciclopedică, București 1988.                                                                                        | A. Complexă, Aspecte clasice și moderne. Ed. Științifică și Enciclopedică, București 1988.                                                                                        |
| 9.  | Complex Analysis–6th–10th Romanian–Finnish Seminar. Rev. Roumaine Math. Pures Appl. 36 (1991), (39–40) (1994–95), 47(5–6) (2002), 51(5–6) (2006), Math. Reports 2(51), 4 (2000).  | Complex Analysis–6th–10th Romanian–Finnish Seminar. Rev. Roumaine Math. Pures Appl. 36 (1991), (39–40) (1994–95), 47(5–6) (2002), 51(5–6) (2006), Math. Reports 2(51), 4 (2000).  | Complex Analysis–6th–10th Romanian–Finnish Seminar. Rev. Roumaine Math. Pures Appl. 36 (1991), (39–40) (1994–95), 47(5–6) (2002), 51(5–6) (2006), Math. Reports 2(51), 4 (2000).  | Complex Analysis–6th–10th Romanian–Finnish Seminar. Rev. Roumaine Math. Pures Appl. 36 (1991), (39–40) (1994–95), 47(5–6) (2002), 51(5–6) (2006), Math. Reports 2(51), 4 (2000).  | Complex Analysis–6th–10th Romanian–Finnish Seminar. Rev. Roumaine Math. Pures Appl. 36 (1991), (39–40) (1994–95), 47(5–6) (2002), 51(5–6) (2006), Math. Reports 2(51), 4 (2000).  |
| 10. | Probleme actuale ale cercetării matematice I, II. Ed. Univ. București, 1990, 1992 [com N. Boboc, C. Crăciun, N. Cristescu, I. Cuculescu, M. Jurchescu, N. Radu e I. Tomescu].     | Probleme actuale ale cercetării matematice I, II. Ed. Univ. București, 1990, 1992 [com N. Boboc, C. Crăciun, N. Cristescu, I. Cuculescu, M. Jurchescu, N. Radu e I. Tomescu].     | Probleme actuale ale cercetării matematice I, II. Ed. Univ. București, 1990, 1992 [com N. Boboc, C. Crăciun, N. Cristescu, I. Cuculescu, M. Jurchescu, N. Radu e I. Tomescu].     | Probleme actuale ale cercetării matematice I, II. Ed. Univ. București, 1990, 1992 [com N. Boboc, C. Crăciun, N. Cristescu, I. Cuculescu, M. Jurchescu, N. Radu e I. Tomescu].     | Probleme actuale ale cercetării matematice I, II. Ed. Univ. București, 1990, 1992 [com N. Boboc, C. Crăciun, N. Cristescu, I. Cuculescu, M. Jurchescu, N. Radu e I. Tomescu].     |
| 11. | Lucrările Conferinței pregătitoare pentru Congresul Matematicienilor Români de pretutindeni I (1990), II (1992). Ed. Univ. București, 1993 [com C. Crăciun e Adelina Georgescu].  | Lucrările Conferinței pregătitoare pentru Congresul Matematicienilor Români de pretutindeni I (1990), II (1992). Ed. Univ. București, 1993 [com C. Crăciun e Adelina Georgescu].  | Lucrările Conferinței pregătitoare pentru Congresul Matematicienilor Români de pretutindeni I (1990), II (1992). Ed. Univ. București, 1993 [com C. Crăciun e Adelina Georgescu].  | Lucrările Conferinței pregătitoare pentru Congresul Matematicienilor Români de pretutindeni I (1990), II (1992). Ed. Univ. București, 1993 [com C. Crăciun e Adelina Georgescu].  | Lucrările Conferinței pregătitoare pentru Congresul Matematicienilor Români de pretutindeni I (1990), II (1992). Ed. Univ. București, 1993 [com C. Crăciun e Adelina Georgescu].  |
| 12. | Analysis and Topology, World Scientific, Singapore 1998 [com O.E. Lehto e Th.M. Rassias].                                                                                         | Analysis and Topology, World Scientific, Singapore 1998 [com O.E. Lehto e Th.M. Rassias].                                                                                         | Analysis and Topology, World Scientific, Singapore 1998 [com O.E. Lehto e Th.M. Rassias].                                                                                         | Analysis and Topology, World Scientific, Singapore 1998 [com O.E. Lehto e Th.M. Rassias].                                                                                         | Analysis and Topology, World Scientific, Singapore 1998 [com O.E. Lehto e Th.M. Rassias].                                                                                         |